# Стефані Ріцці
Стефані Ріцці (фр. Stéphanie Rizzi; нар. 23 серпня 1981) — колишня французька тенісистка.
Найвищу одиночну позицію світового рейтингу — 257 місце досягла 4 листопада 2002, парну — 497 місце — 7 лютого 2000 року.
Здобула 2 одиночні та 2 парні титули туру ITF.

## Фінали ITF
| Турніри $25,000 |
| Турніри $10,000 |

### Одиночний розряд: 6 (2–4)
| Результат | Ранг | Дата              | Турнір                        | Покриття  | Суперниця              | Рахунок       |
| --------- | ---- | ----------------- | ----------------------------- | --------- | ---------------------- | ------------- |
| Перемога  | 1.   | 21 травня 2000    | ITF Казале-Монферрато, Італія | Ґрунт     | Оана Елена Голімбйоскі | 6–3, 7–6(5)   |
| Поразка   | 1.   | 19 травня 2001    | ITF Турин, Італія             | Ґрунт     | Маріон Бартолі         | 1–6, 1–6      |
| Поразка   | 2.   | 11 листопада 2001 | ITF Вільнав-д'Орнон, Франція  | Ґрунт (i) | Кароліне Мас           | 2–6, 6–4, 2–6 |
| Поразка   | 3.   | 13 травня 2002    | ITF Казале-Монферрато, Італія | Ґрунт     | Наталія Гуссоні        | 4–6, 3–6      |
| Перемога  | 2.   | 21 липня 2002     | ITF Ле-Контамін, Франція      | Тверде    | Жофія Губачі           | 0–6, 7–5, 6–4 |
| Поразка   | 4.   | 11 вересня 2005   | ITF Vessy, Швейцарія          | Ґрунт     | Таня Остертаг          | 4–6, 6–7(17)  |

### Парний розряд: 4 (2–2)
| Результат | Ранг | Дата              | Турнір                | Покриття | Партнерка           | Суперниці                        | Рахунок       |
| --------- | ---- | ----------------- | --------------------- | -------- | ------------------- | -------------------------------- | ------------- |
| Поразка   | 1.   | 13 квітня 1997    | ITF Кальві, Франція   | Тверде   | Laëtitia Sanchez    | Емманюелль Курутше Софі Жорже    | 1–6, 1–6      |
| Перемога  | 1.   | 11 липня 1999     | ITF Ле-Туке, Франція  | Ґрунт    | Орелі Веді          | Х'яна Гутьєррес Сільвія Уріцкова | 6–3, 6–7, 6–4 |
| Перемога  | 2.   | 14 листопада 1999 | ITF Гавр, Франція     | Ґрунт    | Орелі Веді          | Анна Фонт Veronica Rizhik        | 6–4, 6–4      |
| Поразка   | 2.   | 27 січня 2007     | ITF Гренобль, Франція | Тверде   | Кароліна Косіньська | Шеразад Ре Жюлі Куен             | 6–1, 5–7, 4–6 |